# Арчер (Ајова)
Арчер (енгл. Archer) град је у америчкој савезној држави Ајова. По попису становништва из 2010. у њему је живело 131 становника.

## Демографија
Према попису становништва из 2010. у граду је живело 131 становника, што је 5 (4,0%) становника више него 2000. године.
| Група             | 2000.       | 2010.       |
| Белци             | 125 (99,2%) | 117 (89,3%) |
| Афроамериканци    | 0 (0,0%)    | 0 (0,0%)    |
| Азијати           | 1 (0,8%)    | 4 (3,1%)    |
| Хиспаноамериканци | 0 (0,0%)    | 10 (7,6%)   |
| Укупно            | 126         | 131         |